# سيسيليو سالازار
سيسيليو سالازار هو نقابي وسياسي أرجنتيني، ولد في 9 ديسمبر 1954 في سان بيدرو في الأرجنتين. نشط حزبياً في كامبيموس ‏. وقد انتخب رئيس ‏ الحزب العدلي (1999 – 2003) وانتخب كاتب عام  (1974 – 10 ديسمبر 2015) وانتخب مشرف San Pedro Partido ‏ (10 ديسمبر 2015 – ).